# Atletismo nos Jogos Pan-Americanos de 1959 - 200 m masculino
A prova dos 200 m masculino nos Jogos Pan-Americanos de 1959 foi realizada em Chicago, Estados Unidos.

## Medalhistas
| Ouro                          | Prata                            | Bronze                                 |
| Ray Norton USA Estados Unidos | Lester Carney USA Estados Unidos | Michael Agostini TRI Trinidad e Tobago |

## Resultados
| Posição           | Nome             | Nacionalidade         | Tempo | Notas |
| ----------------- | ---------------- | --------------------- | ----- | ----- |
| Medalha de ouro   | Ray Norton       | USA Estados Unidos    | 20.6  |       |
| Medalha de prata  | Lester Carney    | USA Estados Unidos    | 21.1  |       |
| Medalha de bronze | Michael Agostini | TRI Trinidad e Tobago | 21.1  |       |
| 4                 | Vance Robinson   | USA Estados Unidos    | 21.2  |       |
| 5                 | Ramón Vega       | PUR Porto Rico        | 21.3  |       |
| 6                 | Basil Ince       | TRI Trinidad e Tobago | 21.6  |       |